# 4610 Kájov
4610 Kájov eller 1989 FO är en asteroid i huvudbältet som upptäcktes den 26 mars 1989 av den tjeckiske astronomen Antonín Mrkos vid Kleť-observatoriet i Tjeckien. Den är uppkallad efter den tjeckiska byn Kájov.